# Вайда Богдан Іванович
Богда́н Іва́нович Ва́йда (28 квітня 1965, Стебник, Дрогобицька агломерація, Львівська область, УРСР — 20 лютого 2014, Київ, Україна) — учасник Євромайдану. Помер від кулі снайпера на вулиці Інститутській у Києві, є одним із загиблих протестувальників, названих «Небесною сотнею». Герой України.

## Біографія
Богдан Вайда народився 28 квітня 1965 року в селі Стебник на Львівщині (нині адміністративна частина міста Дрогобич). Він — нащадок українських переселенців із Польщі, батько Іван був виселений 1946 року до України з польського села Кречкова Перемишльського повіту.
1983 року Богдан був призваний до лав Радянської армії. Після служби, у 1985 вступив до Львівського технікуму механічної обробки деревини. Закінчив його з відзнакою, працював на Дрогобицькому меблевому заводі. Сім'я спочатку жила в Стебнику, тут на шахті працював батько. Після його смерті Богдан, разом із матір'ю Ганною та сестрою Любов'ю, переїхали до села Летня, Дрогобицького району, тут і жили останні роки, у дерев'яній хаті, без великих статків. Старша рідна сестра Марія залишилася в Стебнику. Богдан Іванович одруженим не був. Його матір також померла — 13 лютого 2014 виповнився рік від дня її смерті.
Вайда Богдан був ревним християнином, патріотом України, активним учасником національного відродження 90-х років. 1990 року він взяв участь у Живому ланцюгу Соборності. Під час парламентських виборів 2007 року був спостерігачем на одній із виборчих дільниць у Луганську.
На підтримку Євромайдану, до Києва перший раз приїхав 12 грудня 2013, увійшов до Самооборони Майдану і пробув тут до 18 грудня. Повернувся 19 лютого 2014, був у 12-й сотні Самооборони. Вранці 20 лютого зателефонував своїй сестрі Любові зі словами: «Люба, тут справжня війна! Стріляють…». Розмова увірвалася — Богдана Івановича було вбито пострілом снайпера в голову на вулиці Інститутській.

## Вшанування пам'яті

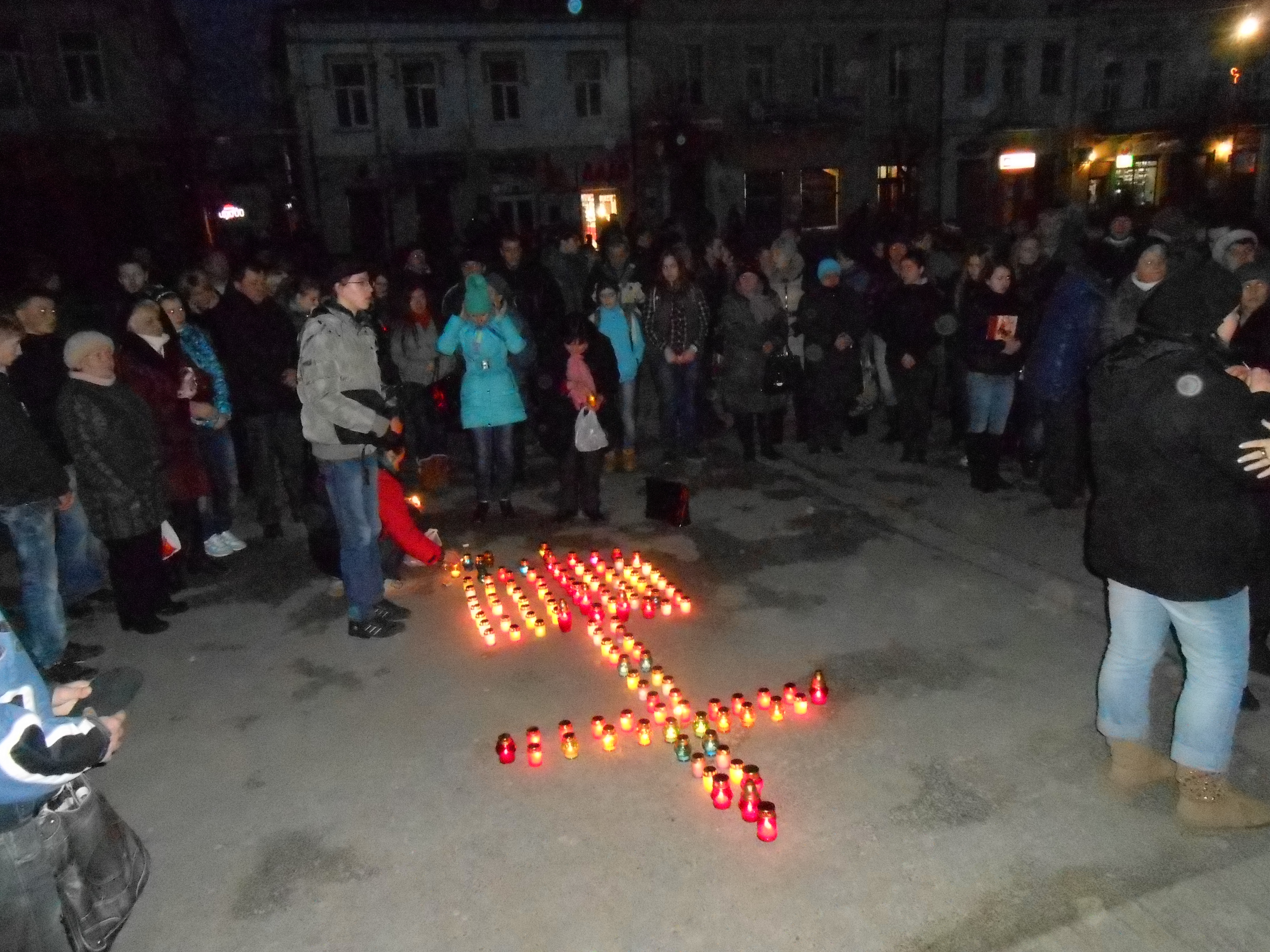
Вшанування пам'яті загиблих у Дрогобичі. 20.02.2014

20 лютого 2014 пам'ять загиблих земляків, Вайди Богдана, Шилінга Йосипа та Ушневича Олега, було вшановано на вечірньому народному віче у місті Дрогобич на Львівщині, священики провели поминальні обряди.
Вже ввечері 21 лютого тіло Богдана Вайди було привезено до Летні. Слова співчуття з приводу його смерті висловили Дрогобицька райдержадміністрація, єпископ Самбірсько-Дрогобицької єпархії. Похорон загиблого активіста, на який прийшли сотні людей з навколишніх сіл та міст, відбувся у суботу, 22 лютого 2014. Поховано Богдана Івановича на місцевому цвинтарі, в обряді поховання взяли участь священики з багатьох населених пунктів Дрогобицького району.
28 квітня 2015 року, в Стебнику на будівлі школи №7 урочисто відкрито та освячено пам'ятну дошку Герою Небесної сотні – Богдану Вайді. 

### Нагороди
- Звання Герой України з удостоєнням ордена «Золота Зірка» (21 листопада 2014, посмертно) — за громадянську мужність, патріотизм, героїчне відстоювання конституційних засад демократії, прав і свобод людини, самовіддане служіння Українському народу, виявлені під час Революції гідності[10]
- Медаль «За жертовність і любов до України» (УПЦ КП, червень 2015) (посмертно)[11]